# Рибосомний білок S23
Рибосомний білок S23 (англ. Ribosomal protein S23) – білок, який кодується геном RPS23, розташованим у людей на короткому плечі 5-ї хромосоми.  Довжина поліпептидного ланцюга білка становить 143 амінокислот, а молекулярна маса — 15 808.
| 10         |  | 20         |  | 30         |  | 40         |  | 50         |
| ---------- |  | ---------- |  | ---------- |  | ---------- |  | ---------- |
| MGKCRGLRTA |  | RKLRSHRRDQ |  | KWHDKQYKKA |  | HLGTALKANP |  | FGGASHAKGI |
| VLEKVGVEAK |  | QPNSAIRKCV |  | RVQLIKNGKK |  | ITAFVPNDGC |  | LNFIEENDEV |
| LVAGFGRKGH |  | AVGDIPGVRF |  | KVVKVANVSL |  | LALYKGKKER |  | PRS        |

A: Аланін

C: Цистеїн

D: Аспарагінова кислота

E: Глутамінова кислота

F: Фенілаланін

G: Гліцин

H: Гістидин

I: Ізолейцин

K: Лізин

L: Лейцин

M: Метіонін

N: Аспарагін

P: Пролін

Q: Глутамін

R: Аргінін

S: Серин

T: Треонін

V: Валін

W: Триптофан

Цей білок за функціями належить до рибонуклеопротеїнів, рибосомних білків. 